# Juventino Castro Sánchez
Juventino Castro Sánchez (Amealco de Bonfil, Querétaro, México, 25 de enero de 1918 - Querétaro, México, 3 de febrero de 2006) fue empresario transportista y político mexicano. Fue Gobernador de Querétaro desde el 1 de octubre de 1967 al 30 de septiembre de 1973.

## Biografía
Nació en Amealco el 25 de enero de 1919. Por falta de recursos dejó inconclusa la carrera de ingeniero en la Escuela Superior de Ingeniería Mecánica y Eléctrica de la Ciudad de México, la cual más tarde se incorporó al Instituto Politécnico Nacional durante la presidencia de Lázaro Cárdenas.
Regresó a Querétaro y cursó comercio, titulándose en 1939. Fue elegido al Congreso del estado en 1943. En 1946 fue designado director de Tránsito estatal, de donde surgió el contacto con transportistas del centro del país. Tras el cargo, se dedicó a formar empresas de transporte de 1949 a 1960. En 1961 fue elegido presidente municipal de Querétaro y en 1967 gobernador del estado. En su periodo se realizaron varias presas, pozos y caminos y se crearon el Centro Universitario de la Universidad Autónoma de Querétaro, las instalaciones del Instituto Tecnológico de Querétaro, el conjunto médico del Seguro Social y el Centro Expositor (sede de la Feria hasta 2001; Juzgados tras su remodelación). Juventino Castro se retiró de la política al final de su sexenio.
Falleció el 3 de febrero de 2006 en su casa de la calle Arteaga en la Ciudad de Querétaro a los 87 años, víctima de un paro respiratorio. Sus restos fueron cremados.